# 特拉特山麓普赫基兴
特拉特山麓普赫基兴是奥地利上奥地利州弗克拉布鲁克县的一个市镇。总面积8平方公里，总人口963人，人口密度120.4人/平方公里（2005年）。